# Rosa squarrosa
Rosa squarrosa é uma espécie de planta com flor pertencente à família Rosaceae. 
A autoridade científica da espécie é (A.Rau) Boreau, tendo sido publicada em Fl. Centre France ed. 3 2: 222 (1857).

## Portugal
Trata-se de uma espécie presente no território português, nomeadamente em Portugal Continental.
Em termos de naturalidade é nativa da região atrás indicada.

## Protecção
Não se encontra protegida por legislação portuguesa ou da Comunidade Europeia.